# میخ‌پنجه بنفشه‌ای
میخ‌پنجه بنفشه‌ای (نام علمی: Centropus violaceus) نام یک گونه از سرده میخ‌پنجه است.